# Манса (город, Индия)
Манса (англ. Mansa, в.-пандж. ਮਾਨਸਾ) — город в южной части штата Пенджаб, Индия. Административный центр округа Манса.

## География
Абсолютная высота — 211 метров над уровнем моря. Расположен в 180 км от Чандигарха и в 248 км от Дели.

## Транспорт
Через город проходит железная дорога Бхатинда — Джинд — Дели.

## Население
По данным на 2013 год численность населения составляет 94 412 человек.
Динамика численности населения города по годам:
| 1991   | 2001   | 2013   |
| ------ | ------ | ------ |
| 55 089 | 72 627 | 94 412 |